# Abas Ermenji
Abas Ermenji (ur. 12 grudnia 1913 we wsi Ermenj w okręgu Skrapar, zm. 10 marca 2003 w Nowym Jorku) – albański polityk, działacz niepodległościowy, uczestnik ruchu oporu podczas II wojny światowej.

## Życiorys
Uczył się w Beracie i Szkodrze. Po ukończeniu szkoły średniej w 1934 w Szkodrze wyjechał z kraju, aby odbyć studia z zakresu literatury i historii na paryskiej Sorbonie. W 1938 powrócił do Albanii i po odbyciu służby wojskowej otrzymał stanowisko profesora w liceum francuskim w Korczy, w którym uczył do listopada 1939. 28 listopada 1939 został aresztowany przez włoskie władze okupacyjne za udział w nielegalnym zgromadzeniu młodzieży i internowany na wyspie Ventotene. Powrócił do kraju we wrześniu 1941 i zaczął organizować pierwsze struktury tajnej organizacji narodowej Balli Kombëtar. Do 1944 był jednym z organizatorów ruchu oporu w rejonie Skrapar – Berat, organizując zasadzki na niemieckie konwoje.
Po przejęciu władzy przez komunistów w 1944, Ermenji dotarł do Szkodry, gdzie organizował antykomunistyczny ruch oporu. W 1946 opuścił Albanię i wyjechał do Grecji, gdzie został aresztowany przez policję i osadzony w obozie dla uchodźców w Salonikach. Po uwolnieniu wyjechał na Maltę, a następnie do Paryża. Tam też włączył się w działalność emigracyjnego Komitetu Narodowego Wolnej Albanii, utworzonego w 1954 w Paryżu. Przez władze komunistyczne w Albanii został skazany na karę śmierci (in absentia).
W latach 80. XX w. w wydawanym w Rzymie piśmie Flamuri opublikował serię artykułów poświęconych tematyce kosowskich Albańczyków i ich sytuacji społecznej.
W 1991, już po upadku systemu komunistycznego wrócił do Albanii i zaangażował się w tworzenie albańskiego ruchu narodowego, a także w działalność naukową. W 1994 został wybrany przewodniczącym odrodzonej Balli Kombëtar. Był autorem kilku prac historycznych, w tym najważniejszego dzieła Miejsce Skanderbega w historii Albanii (Vendi që zë Skënderbeu në Historinë e Shqipërisë).

## Publikacje
- 1962: Albania, wyd. New York
- 1968: Vendi që zë Skënderbeu në historinë e Shqipërisë, wyd. Paris